# Coupe d'Afrique des vainqueurs de coupe de football 1997
Navigation
Édition précédente Édition suivante
La Coupe d'Afrique des vainqueurs de coupe de football 1997 est la vingt-troisième édition de la Coupe d'Afrique des vainqueurs de coupe. 
Cette compétition qui oppose les vainqueurs des Coupes nationales voit le sacre de l'ES Sahel de Tunisie, dans une finale 100 % maghrébine qui se joue en deux matchs face aux Marocains du FAR Rabat. Il s'agit du tout premier titre pour l'Étoile du Sahel, qui dispute d'ailleurs sa troisième finale continentale consécutive (après deux finales jouées en Coupe de la CAF 1995 -gagnée- et 1996 -perdue). C'est le deuxième titre pour la Tunisie dans cette épreuve après la victoire du CA Bizerte en 1988 et la  quatrième finale tunisienne. Quant au FAR Rabat, il réalise tout simplement la meilleure performance pour un club marocain avec cette finale perdue.
Avec 41 équipes engagées, le nombre de participants égale le record de 1994. Cette édition est marquée par la domination des équipes du Maghreb, qui sont encore cinq en quarts de finale. Une autre performance est à souligner : le superbe parcours et la demi-finale atteinte par le club réunionnais de la SS Saint-Louisienne, le meilleur niveau jamais atteint par un club de l'île (égalant la performance du CS Saint-Denis en Coupe de la CAF 1994).

## Tour préliminaire
| Équipe 1                      | Résultat | Équipe 2                             | Aller | Retour |
| ----------------------------- | -------- | ------------------------------------ | ----- | ------ |
| Bata Bullets                  | 2e - 2   | Kiyovu Sports Association            | 1 - 0 | 1 - 2  |
| Awassa Flower Mill            | 0 - 5    | Uganda Electricity Board             | 0 - 2 | 0 - 3  |
| MP Tigers                     | 1 - 1e   | Eleven Men in Flight                 | 1 - 1 | 0 - 0  |
| Lerotholi Polytechnic         | 2 - 1    | Township Rollers                     | 2 - 0 | 0 - 1  |
| forfait Club S Nakamia        | -        | Red Star FC                          | -     | -      |
| Renaissance FC                | 7 - 1    | Akonangui FC                         | 3 - 0 | 4 - 1  |
| Sigara SC                     | 1 - 3    | Dynamos FC Harare                    | 1 - 0 | 0 - 3  |
| UNB FC                        | -        | Représentant de Centrafrique forfait | -     | -      |
| Étoile Filante de Ouagadougou | -        | Sahel SC forfait                     | -     | -      |

## Premier tour
| Équipe 1                      | Résultat | Équipe 2                             | Aller | Retour |
| ----------------------------- | -------- | ------------------------------------ | ----- | ------ |
| Al Merreikh Omdurman          | 0 - 3    | Al Mansourah SC                      | 0 - 1 | 0 - 2  |
| UNB FC                        | 0 - 6    | Julius Berger                        | 0 - 3 | 0 - 3  |
| Scouts Club Port Louis        | 3 - 4    | SS Saint-Louisienne                  | 2 - 1 | 1 - 3  |
| Red Star FC                   | -        | Clube de Desportos Maxaquene forfait | -     | -      |
| Eleven Men in Flight          | 0 - 6    | Jomo Cosmos                          | 0 - 3 | 0 - 3  |
| Bata Bullets                  | 0 - 2    | Dynamos FC Harare                    | 0 - 1 | 0 - 1  |
| Mumias Sugar FC               | 0 - 2    | Al Moqaouloun al-Arab'T'             | 0 - 0 | 0 - 2  |
| Lerotholi Polytechnic         | 0 - 6    | Nchanga Rovers FC                    | 0 - 1 | 0 - 5  |
| FAR Rabat                     | 4 - 2    | AS Real Bamako                       | 4 - 1 | 0 - 1  |
| FC 105 Libreville             | 2 - 1    | Progresso Sambizanga                 | 2 - 0 | 0 - 1  |
| Étoile Filante de Ouagadougou | 3 - 4    | ES Sahel                             | 3 - 0 | 0 - 4  |
| ASFAG Conakry                 | 0 - 2    | Hearts of Oak                        | 0 - 0 | 0 - 2  |
| US Gorée                      | 2 - 4    | MC Oran                              | 1 - 0 | 1 - 4  |
| Renaissance FC                | 3 - 7    | AS Dragons                           | 2 - 1 | 1 - 6  |
| Vita Club Mokanda             | 1 - 2    | SO Armée                             | 0 - 0 | 1 - 2  |
| Uganda Electricity Board      | -        | Racing Club Bafoussam disqualifié    | -     | -      |

## Huitièmes de finale
| Équipe 1                 | Résultat      | Équipe 2                 | Aller | Retour |
| ------------------------ | ------------- | ------------------------ | ----- | ------ |
| Julius Berger            | 0 - 2         | Al Mansourah SC          | 0 - 0 | 0 - 2  |
| Red Star FC              | 0 - 5         | SS Saint-Louisienne      | 0 - 2 | 0 - 3  |
| Dynamos FC Harare        | 2 - 3         | Jomo Cosmos              | 2 - 1 | 0 - 2  |
| Nchanga Rovers FC        | 2 - 4         | Al Moqaouloun al-Arab'T' | 2 - 1 | 0 - 3  |
| FC 105 Libreville        | 2 - 2 3-4 tab | FAR Rabat                | 2 - 0 | 0 - 2  |
| Hearts of Oak            | 3 - 6         | ES Sahel                 | 2 - 2 | 1 - 4  |
| Uganda Electricity Board | 2 - 3         | MC Oran                  | 2 - 0 | 0 - 3  |
| SO Armée                 | -             | AS Dragons forfait       | -     | -      |

## Quarts de finale
| Équipe 1               | Résultat | Équipe 2    | Aller | Retour |
| ---------------------- | -------- | ----------- | ----- | ------ |
| Al Mansourah SC        | 5 - 2    | Jomo Cosmos | 3 - 0 | 2 - 2  |
| Al Moqaouloun al-ArabT | 2 - 4    | ES Sahel    | 2 - 2 | 0 - 2  |
| SS Saint-Louisienne    | 3e - 3   | SO Armée    | 2 - 0 | 1 - 3  |
| FAR Rabat              | 3 - 1    | MC Oran     | 2 - 0 | 1 - 1  |

## Demi-finales
| Équipe 1  | Résultat | Équipe 2            | Aller | Retour |
| --------- | -------- | ------------------- | ----- | ------ |
| ES Sahel  | 5 - 4    | Al Mansourah SC     | 3 - 0 | 2 - 4  |
| FAR Rabat | 5 - 2    | SS Saint-Louisienne | 3 - 0 | 2 - 2  |

## Finale
| Équipe 1 | Résultat | Équipe 2  | Aller | Retour |
| -------- | -------- | --------- | ----- | ------ |
| ES Sahel | 2 - 1    | FAR Rabat | 2 - 0 | 0 - 1  |

## Vainqueur
| Coupe d'Afrique des vainqueurs de coupe Vainqueur 1997 |
| ------------------------------------------------------ |
| ES Sahel Premier titre                                 |